# اندوه

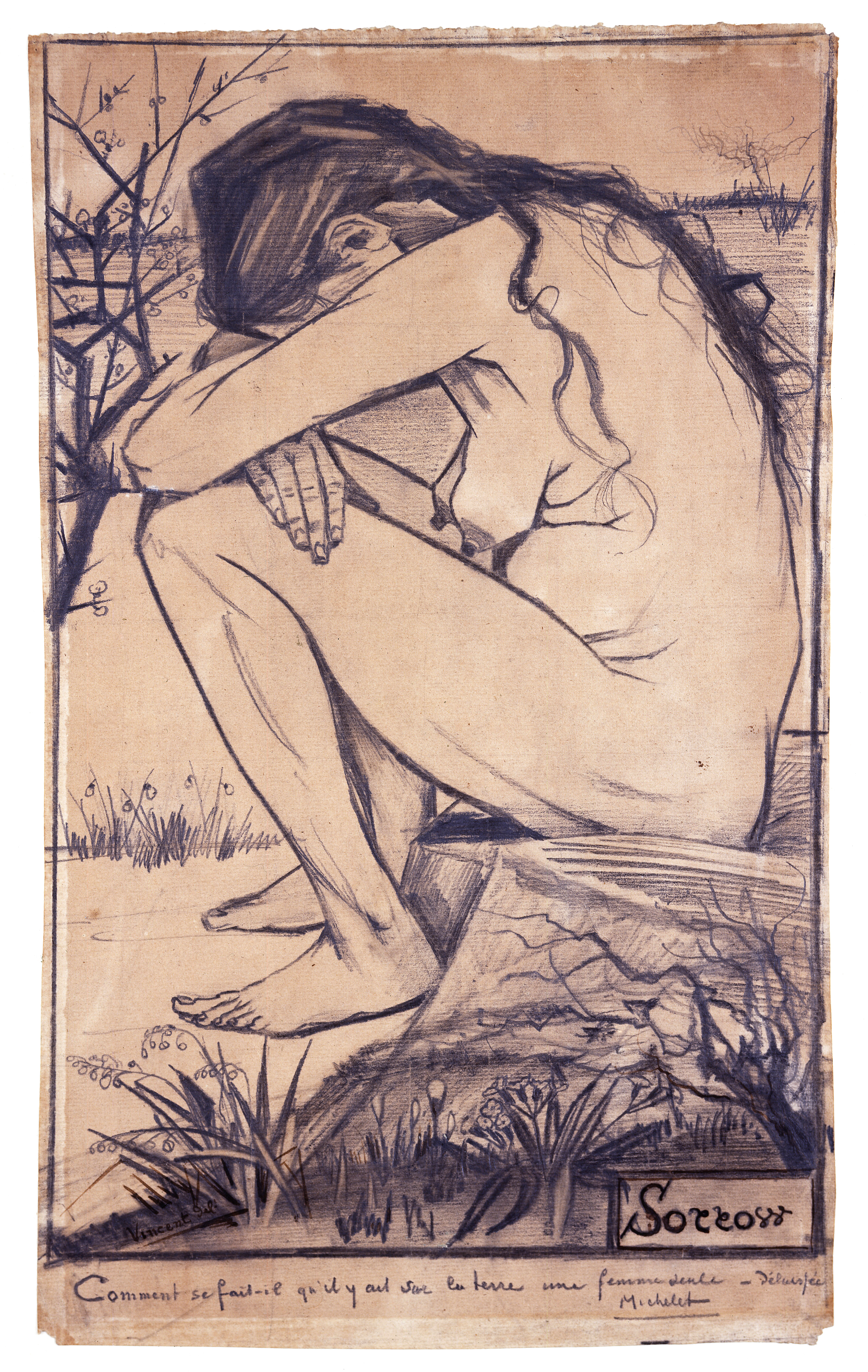
اندوه، نقاشی از ونسان ون گوگ، سال ۱۸۸۲

اندوه یا غصه (به انگلیسی: Sorrow) یک احساس و "شدیدتر از غم است … این احساس، وضعیتی طولانی‌مدت است ". در همین حال "اندوه - و نه ناخشنودی - درجه ای از سرافکندگی را به همراه دارد … که باعث می‌شود مرتبهٔ خاص خود را داشته باشد.
به علاوه، «از نظر دیدگاهی می‌توان گفت اندوه، نقطهٔ وسط غم (پذیرش) و پریشانی (عدم پذیرش) است».

## فرقه
مکتب رمانتیسم باعث رشد فرقهٔ اندوه شد که از اثر رنج‌های  ورتر جوان در سال ۱۷۷۴ شروع شده و تا قرن نوزدهم با آثاری مانند " به یادبود آ.ه.ه. " از تنیسون - و جملهٔ «آه اندوه، آیا با من خواهی ماند؟ نه به عنوان معشوقه‌ای گذرا، بلکه همسرم» - و تا زمان ویلیام باتلر ییتس در سال ۱۸۸۹ ادامه داشت که هنوز «رفیق عالی‌اش اندوه را در خواب می‌دید».
در حالی که می‌توان گفت «فرقهٔ اندوهِ قهرمان رمانتیک عمدتاً نوعی تظاهر است»، همان‌طور که جین آستین به طنز در رمان عقل و احساس از طریق شخصیت ماریان داشوود به آن اشاره می‌کند که «به فکر اندوه خود فرورفته بود … این رنج بیش از حد» اندوه فارغ از هرچیز دیگری، عواقب جدی دارد.
تا حدودی در واکنش به اندوه رمانتیسم و در تضاد با آن، در قرن بیستم این باور فرا گرفته شد که "ادای اندوه را درآوردن می‌تواند واقعاً منجر به اندوه من شود، همان‌طور که ویلیام جیمز مدت‌ها پیش گفته بود". به‌طور قطع، «در فرهنگ عاطفی انگلیس مدرن، که به‌طور کلی با» سرپوش گذاشتن بر احساسات «شناخته می‌شود … اندوه تا حد زیادی جای خود را به غم ملایم تر، کمتر دردناک و گذرا داده‌است».
شاید فقط خرده فرهنگ‌های نادری مانند تفکر یونگی همچنان به دنبال این باشند که «اندوه زندگی حیوانی، عزای تمام طبیعت، اشک همه‌چیز را، از انسان بالغ پرمشغله بخواهد».
مدرنیته دیرهنگام هم فقط این تغییر را تشدید کرده‌است: «پست مدرن به کمدی انسانی نزدیکتر است تا به نارضایتی بسیار عمیق … منتهی به پرتگاه اندوه».

## تعویق
"حس نکردن اندوه، ترس را به زندگی ما راه می‌دهد. هرچه بیشتر احساس اندوه را به تعویق بیندازیم، ترس ما از آن عظیم‌تر می‌شود. به تعویق انداختن بروز یک احساس، باعث رشد انرژی آن می‌شود. در همین حال، به نظر می‌رسد که «اندوه به‌طور کلی نوعی مهار تمایل بدوی به ابراز احساسات خشونت‌آمیز است که با ترس و خودتخریبی شناخته شده و در عزاداری دیده می‌شود.»
جولیا کریستوا پیشنهاد می‌کند که «مهار اندوه به این معنا که فوراً از غم فرار نکنیم، بلکه اجازه دهیم مدتی جا بیفتد … یکی از مراحل موقت و در عین حال ضروری روانکاوی است».

## شاند و مک‌دوگال
غم یکی از چهار احساس متقابل در سیستم الکساندر فاکنر شاند است. سه مورد دیگر ترس، عصبانیت و شعف هستند. در این سیستم، هنگامی که تمایلی تکانشی نسبت به یک موضوع مهم به استیصال می‌رسد، احساس ناشی از آن، اندوه خواهد بود.
از دید شاند، احساس اندوه، که او آن را به عنوان احساسی اولیه طبقه‌بندی می‌کند، دو انگیزه دارد: چسبیدن به موضوع اندوه و ترمیم آسیب‌های وارد شده به آن که در وهله اول باعث ایجاد آن احساس اندوه شده‌اند؛ بنابراین احساس اولیهٔ اندوه، اساسِ احساس ترحم است، که شند آن را ترکیبی از اندوه و شعف توصیف می‌کند: اندوه از آسیب وارد شده به موضوع ترحم، و شعف به عنوان «عنصر شیرینی» که به آن اندوه می‌چسبد.
ویلیام مک دوگال با نظر شاند مخالف بود و مشاهده کرد که خود شاند تشخیص داده‌است که اندوه خود از عناصر ساده‌تری تشکیل شده‌است. برای اثبات این استدلال، او دلیل می‌آورد که سوگِ از دست دادن، نوعی اندوه است که در آن هیچ انگیزه ای برای ترمیم آسیب وجود ندارد، و بنابراین اندوه، اجزای فرعی قابل تشخیص دارد. او همچنین ملاحظه می‌کند که اگرچه عنصر درد عاطفی در اندوه وجود دارد، اما در ترحم چنین عنصری وجود ندارد، بنابراین ترحم ترکیبی نیست که از اندوه به عنوان یک جزء ساده‌تر ساخته شده باشد.